# Dumitru Petre
Pour les articles homonymes, voir Petre.
Dumitru Petre, né le 11 novembre 1957 à Slobozia en Roumanie est un haltérophile roumain.
Il obtient la médaille d'argent olympique en 1984 à Los Angeles en moins de 90 kg ainsi que le titre de vice-champion du monde en 1984.